# Maria Victoria Baetti
Maria Victoria Baetti je argentinska hokejašica na travi. 
Osvajačica je zlatnog odličja na Panameričkog kupa 2001.

## Vanjske poveznice
- (šp.) Rosario3.com[neaktivna poveznica] Las Leonas rosarinas fueron distinguidas por la Municipalidad